# Johann Georg Ebeling
Johann Georg Ebeling (Lüneburg. 1637 - Stettin, Polònia, 1676) fou un compositor alemany.
Fou director d'una societat de músics de Berlín i professor a Sttetin. Llur obra més important és una col·lecció de 120 cants a quatre veus, dos violins i baix, per acompanyar les poesies de Paul Gerhard, la qual primera edició es publicà a Berlín (1666), amb el títol de Archeologiae orphicae (1676), i un Concerto per a diversos instruments.